# Большая руда (повесть)
«Больша́я руда́» — повесть Георгия Владимова, его первое опубликованное художественное произведение. Написана в 1960 году под впечатлением командировки автора на Курскую магнитную аномалию. Публикация в журнале «Новый мир» (1961, № 7) имела широкий резонанс. Повесть стала одним из литературных манифестов «шестидесятников».

## Сюжет
Действие повести происходит в 1950-х годах на одном из разрабатываемых рудников в районе Курской магнитной аномалии. Здесь пока снимают верхние слои и ожидают когда, наконец, откроется рудоносный слой («большая руда»).
Молодой шофёр Виктор Пронякин приехал на разрабатываемый карьер с желанием осесть на этом месте. Упорство помогло ему устроиться на работу, но в автоколонне был лишь полуразобранный грузовик. Виктор, будучи отличным шофёром и механиком, смог практически заново собрать самосвал, который и стал его. Поначалу он сделал всё, чтобы стать своим в бригаде. Однако его желание хорошо зарабатывать для устройства семейной жизни и план, по которому он должен был делать на относительно небольшом самосвале МАЗ-205 гораздо больше ездок, чем остальная бригада, работающая на больших трёхосных самосвалах, привели к трениям во взаимоотношениях.
Осенние дожди стали вызывать длительные остановки в работе, но полагающиеся при этом 50% зарплаты никак не устраивали Виктора. Однажды он продолжил работать в карьере и в дождь, благо его двухосная машина лучше держалась на мокрой глине. После очередной работы взрывников показалась руда, но несколько камней, привезённых Виктором начальнику карьера, не убедили его в том, что это долгожданная «большая руда». В следующей ездке Виктор решил привезти целый самосвал, хотя глинистая дорога из карьера всё больше размокала. Уже почти на выходе из карьера машину занесло и она упала с огромной высоты. Привезённый из города хирург не смог спасти его. В день, когда тело Виктора везли в город, пошёл первый эшелон руды…

## Персонажи
- Виктор Пронякин — молодой шофёр
- Володя Хомяков — начальник Лозненского карьера
- Мацуев — бригадир автоколонны
- Антон — машинист экскаватора, сосед Виктора
- Рита — служащая Рудоуправления
- Миша — гармонист
- Федька Маковозов, Прохор Меняйло, Косичкин, Гена Выхристюк — члены бригады
- Наташа — бывшая невеста Виктора

## Критика
В «Большой руде» заявлена основная для Владимова тема судьбы крепкого профессионала в советском обществе. По наблюдению Льва Аннинского, «это закон: человек, в котором проснулось достоинство, не может отбуксовать обратно,— он или ломается, погибает как личность, или ломает шею. Пронякин погибал, неся свой крест до конца.».
Автор подчёркивает независимость своего героя и его отчуждённость от коллектива. По мнению Дм. Быкова, это одно из первых легальных произведений советской литературы, показавших отсутствие у работяг пресловутого артельного духа: «в этой барачной жизни, хотя и есть некие зачатки солидарности, но тем не менее видно, что все друг другу враги, что все друг за другом следят с тайной ненавистью, с тайным неодобрением».

## Экранизация
- Большая руда (1964) — фильм Василия Ордынского